# Walia
Walia o Wallia (385-418; ‘elegido’ o ‘escogido’, gótico waljan ‘elegir, escoger’) fue rey de los visigodos entre 415 y 418, adquiriendo reputación de bravo guerrero y gobernante prudente. De la dinastía baltinga, hijo de Atanarico y hermano de Ataúlfo (según Baronio, era hijo, pero se sabe que todos los hijos de Ataúlfo eran jóvenes y todos fueron asesinados por Sigerico), fue elegido al trono tras los asesinatos de este y de su sucesor Sigerico. 

## Acceso al trono
Tras el asesinato de Ataúlfo en 415 se generó una lucha por el trono entre Sigerico y Walia. En un principio accedió al poder Sigerico, quien en sus siete días de gobierno dio pruebas inequívocas de sus intenciones: mandó matar a los seis hijos de Ataúlfo, para evitar futuros descendientes, y atacó sin piedad a Gala Placidia, viuda de Ataúlfo. Esta situación causó un gran malestar entre los partidarios de Walia, quienes asesinaron a Sigerico el séptimo día de su reinado.

## Reinado
Intentó establecerse en el norte de África pero una tempestad dio al traste con sus expectativas y, falto de víveres, firmó la paz con el emperador romano Honorio y un tratado (foedus). En virtud de este, Walia se comprometía a devolver a Gala Placidia (hermana de Honorio, quien había sido raptada por Alarico I y había sido esposa de Ataúlfo), así como a expulsar de la península ibérica a los pueblos bárbaros que habían penetrado en el año 409.[cita requerida]
Por su parte, el emperador Honorio entregaría 600 000 modios de trigo a los visigodos. En poco más de dos años los visigodos aniquilaron a los vándalos silingos que estaban asentados en la Bética, y prácticamente a todos los alanos de la Lusitania. Así, de los cuatro pueblos bárbaros (vándalos asdingos, vándalos silingos, suevos y alanos) que se asentaron en la Península, ya solo quedaban dos; pero, cuando parecía que también serían aplastados por Walia, Honorio decidió modificar su plan y entregó a los visigodos la Aquitania para que se estableciesen allí. Fijó entonces la capital del reino visigodo en Tolosa, la actual ciudad de Toulouse, en Francia. 
Se casó con una hija del rey franco Ricomero y de su mujer Ascyla. Su hija se casó con Requila, rey de los suevos, y con él fue madre de Ricimero.
Le sucedió Teodorico I, yerno de Alarico I.